# Catharsius pandion
Catharsius pandion är en skalbaggsart som beskrevs av Edgar von Harold 1877. Catharsius pandion ingår i släktet Catharsius och familjen bladhorningar. Inga underarter finns listade.